# Заньковський Сергій Степанович
Сергій Степанович Заньковський (нар.25.08.1859 — пом.після 1923) — полтавський міський голова в 1913—1917(?) роках.

## Біографія
Народився 25 серпня 1859 року. Один з представників полтавських дворян. У 1878 році закінчив Кременчуцьке реальне училище, пізніше — Костянтинівське військове училище. Служив в 9-й артилерійській бригаді, де був командиром 3 батареї. У 1906 році вийшов у відставку з чином підполковника. У 1910 році був одноголосно обраний членом полтавської міської управи, а з лютого 1913 року обраний полтавським міським головою. Під час громадянської війни брав участь в Білому русі; служив в чині підполковника в Збройних силах Півдня Росії; був узятий в полон частинами РККА. З 1923 року перебував на особливому обліку в Полтавському ГПУ. До кінця 1920-х років працював робітником на електростанції міста Полтави, проживав на нинішній вулиці Гнєдича №8.